# III: In the Eyes of Fire
III: In the Eyes of Fire – trzeci album studyjny amerykańskiej grupy muzycznej Unearth wydane 8 sierpnia 2006 nakładem Metal Blade Records.

## Lista utworów
1. "This Glorious Nightmare" – 4:22
2. "Giles" – 3:58
3. "March Of The Mutes" – 4:02
4. "Sanctity Of Brothers" – 3:29
5. "The Devil Has Risen" – 3:22
6. "This Time Was Mine" – 4:10
7. "Unstoppable" – 5:05
8. "So It Goes" – 5:02
9. "Impostors Kingdom" – 3:23
10. "Bled Dry" – 3:55
11. "Big Bear and the Hour of Chaos" – 3:09 (instrumentalny)
12. "Black Hearts Now Reign - Live In Sayreville, NJ 7.2.05" (limitowana edycja)

Utwory bonusowe na koreańskiej edycji
13. "The Charm" – 3:13
14. "One Step Away" – 3:18

## Teledyski
- "Giles" (2006, reż Darren Doane i The Filmcore)[1][2]
- "Sanctity Of Brothers" (2007, reż: Soren Kragh-Jacobsen i Soren Films. Poprzedni reżyser: Darren Doane and The Filmcore)[3][4]
- "This Glorious Nightmare" (2007)[5]
- "March Of The Mutes" (2008)[6][7]

## Twórcy
Skład zespołu
- Trevor Phipps – śpiew
- Buz McGrath – gitara
- Ken Susi – gitara
- John Maggard – gitara basowa
- Mike Justian – perkusja

Udział innych
- Terry Date - produkcja muzyczna, miksowanie, inżynier dźwięku
- Sam Hofstedt i Scott Olson – dodatkowi inżyneriowie
- Ted Jensen – mastering

## Inne informacje
- Utwór "Giles" na płycie jest poświęcony osobie Gilesa Coreya i dotyczy jego miażdżenia podczas procesu Czarownic z Salem (tego wydarzenia dotyczy również film Czarownice z Salem[8]. Najbardziej znaną ofiarą tego typu zmiażdżenia była męczennica, święta Kościoła katolickiego Małgorzata Clitherow, zmiażdżona na śmierć 25 marca 1586, kiedy milczała wobec zarzutu ukrywania w domu księży. Jedyną amerykańską ofiarą peine forte et dure był Giles Corey, zmiażdżony 19 września 1692 podczas procesu czarownic z Salem. Zamiast przyznać się do złego postępowania i cierpieś krótką śmierć, Giles odmówił odpowiedzi na wszystkie pytania sądu, w konsekwencji czego został skazany na powolne miażdżenie klatki piersiowej kamieniem. Zgodnie z legendą ostatnimi słowami farmera były "Więcej ciężaru", po których dodano do obciążenia więcej kamieni, co spowodowało jego śmierć. Te słowa padają również w utworze "Giles": ang. "More stone, more stone, more weight for Corey"[9] (pol. "Więcej kamienia, więcej kamienia, więcej ciężaru dla Coreya"). Jak stwierdził autor tekstu utworu, Trevor Phipps

To była najtrudniejsza lekcja, jaką kiedykolwiek wyniosłem ze szkoły. Jeśli Giles przyznałby się do winy, miasto zajęłoby jego ziemię, zaś on miał dwóch synów i chciał aby odziedziczyli jego własność. Podczas jego cierpienia, podszedł do niego szeryf i zapytał się go czy przyzna się do winy i w ten sposób dostanie łatwe wyjście z sytuacji, to znaczy zostanie powieszony. Jedyne co Giles odpowiedział było: "Więcej ciężaru". Myślę, że była to najbrutalniejsza historia czystego nieposłuszeństwa, o jakiej słyszałem.

- Na okładce płyty znajdują się łacińskie słowa "in oculis ignis", oznaczające "w oczach ognia".
- Zgodnie z tym co przyznał Phipps, utwór "Big Bear and the Hour of Chaos" został nagrany w pełnej godzinie, podczas gdy zespół spożywał rodzaj piwa "malt liquor" (o dużej zawartości alkoholu) o nazwie "Big Bear" (pol. "Wielki Niedźwiedź").
- Utwór "March Of The Mutes" dotyczy pożaru Rzymu w 64 roku.